# Guangdong

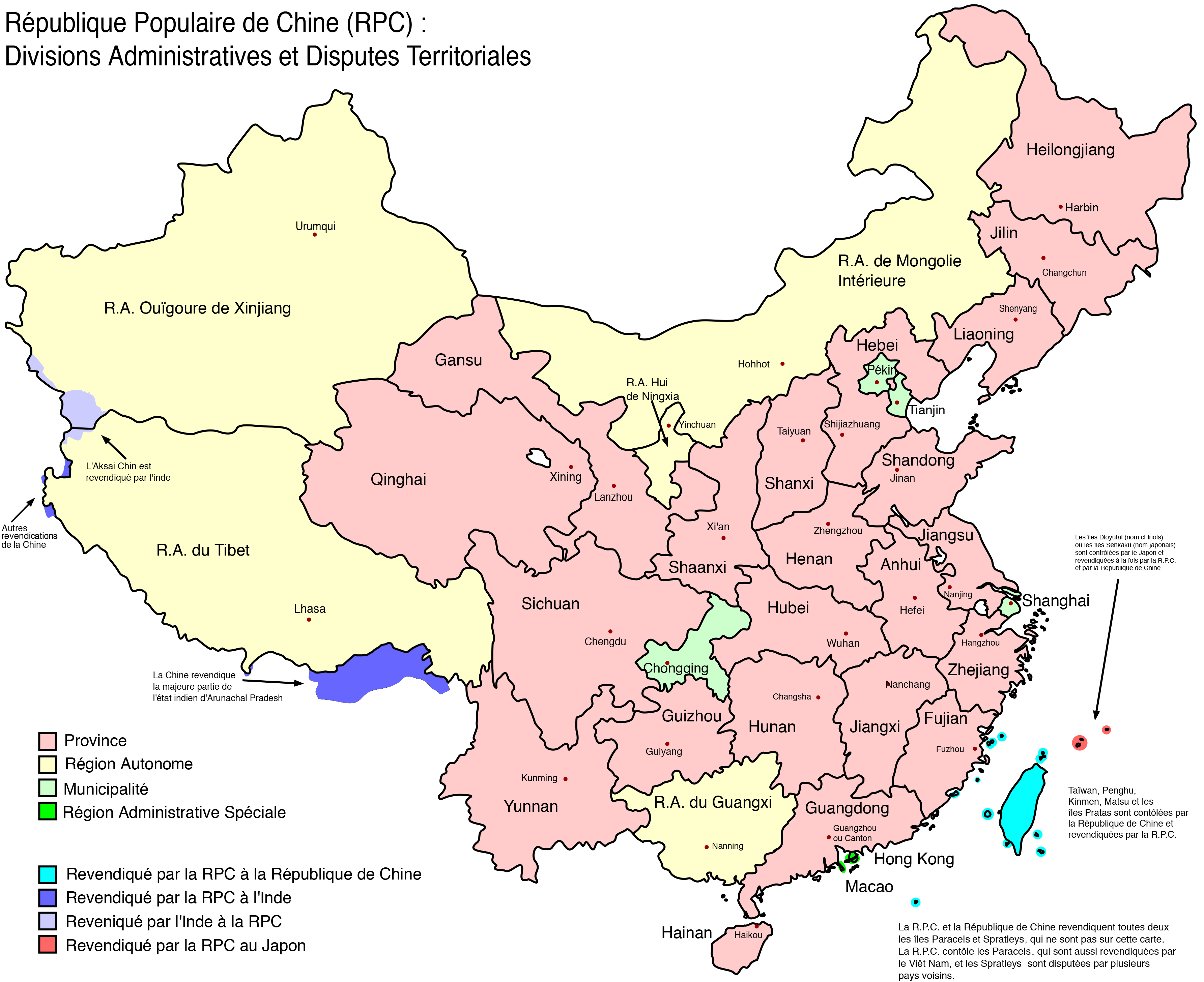
Divisions administratives et disputes territoriales de la république populaire de Chine.

Le Guangdong (chinois simplifié : 广东 ; chinois traditionnel : 廣東 ; pinyin : Guǎngdōng ; Wade : Kuang3tung1 ; EFEO : Kouang-Tong ; cantonais Yale : Gwong2dung2) est une province de la république populaire de Chine, située dans la région sud du pays, dont le chef-lieu est Canton (Guangzhou).
Peuplée de 126 millions d'habitants d'après un recensement effectué en 2020, il s'agit de la province la plus peuplée (soit 7,79 % de la population chinoise continentale) et la plus riche de Chine.
La préfecture provinciale, Canton, est un centre économique, culturel et politique majeur de la région. La ville de Shenzhen, frontalière de Hong Kong, en est la plus grande zone économique spéciale (ZES) et cœur économique industriel et manufacturier, tournée vers le reste du monde.
L'activité économique du Guangdong est principalement secondaire et tertiaire. Plus de 70 % de ses habitants et richesses sont concentrés dans la mégalopole du delta de la Rivière des Perles, composée principalement de Canton (Guangzhou), Shenzhen, Dong Guan, Fo Shan, mais également de Hong Kong et de Macao, régions administratives spéciales de la république populaire de Chine bénéficiant d'une autonomie importante et centres financiers de l'Asie orientale.
À 3 200 km de Pékin, le Guangdong a bénéficié des investissements massifs des Chinois d'outre-mer, en particulier de Hong Kong et de Taïwan, de ses infrastructures portuaires et aéroportuaires et de son ouverture historique aux échanges commerciaux.
La province du Guangdong a triplé de population en trente ans et est l'un des principaux moteurs du développement économique contemporain de la Chine depuis l'ouverture du pays à l'économie de marché dans les années 1985-87. Elle accueille plus de 40 000 usines et ateliers, dont les usines de Foxconn à Shenzhen.
En 2013, son PIB nominal atteint 815 milliards de dollars, plaçant la province au premier rang des provinces chinoises les plus riches. Elle participe également à hauteur de 12 % des exportations totales de la Chine.
Comme chaque région de Chine, elle présente des spécificités assez marquées. Canton, ville historique, demeure le centre de la culture cantonaise. Sa langue majoritaire, le cantonais, est la deuxième langue chinoise la plus parlée après le mandarin.

## Étymologie

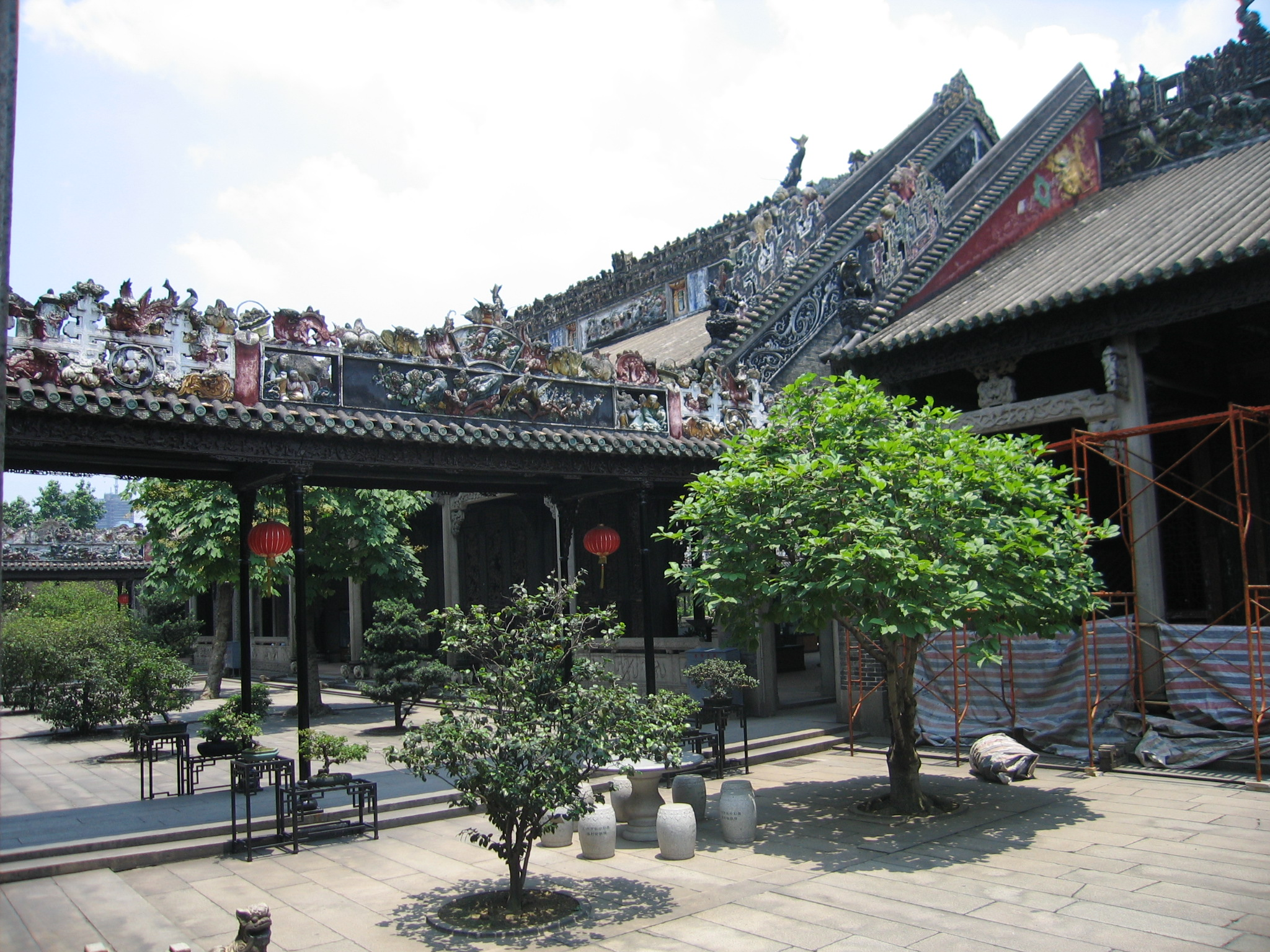
L'Académie du clan Chen situé à Canton.

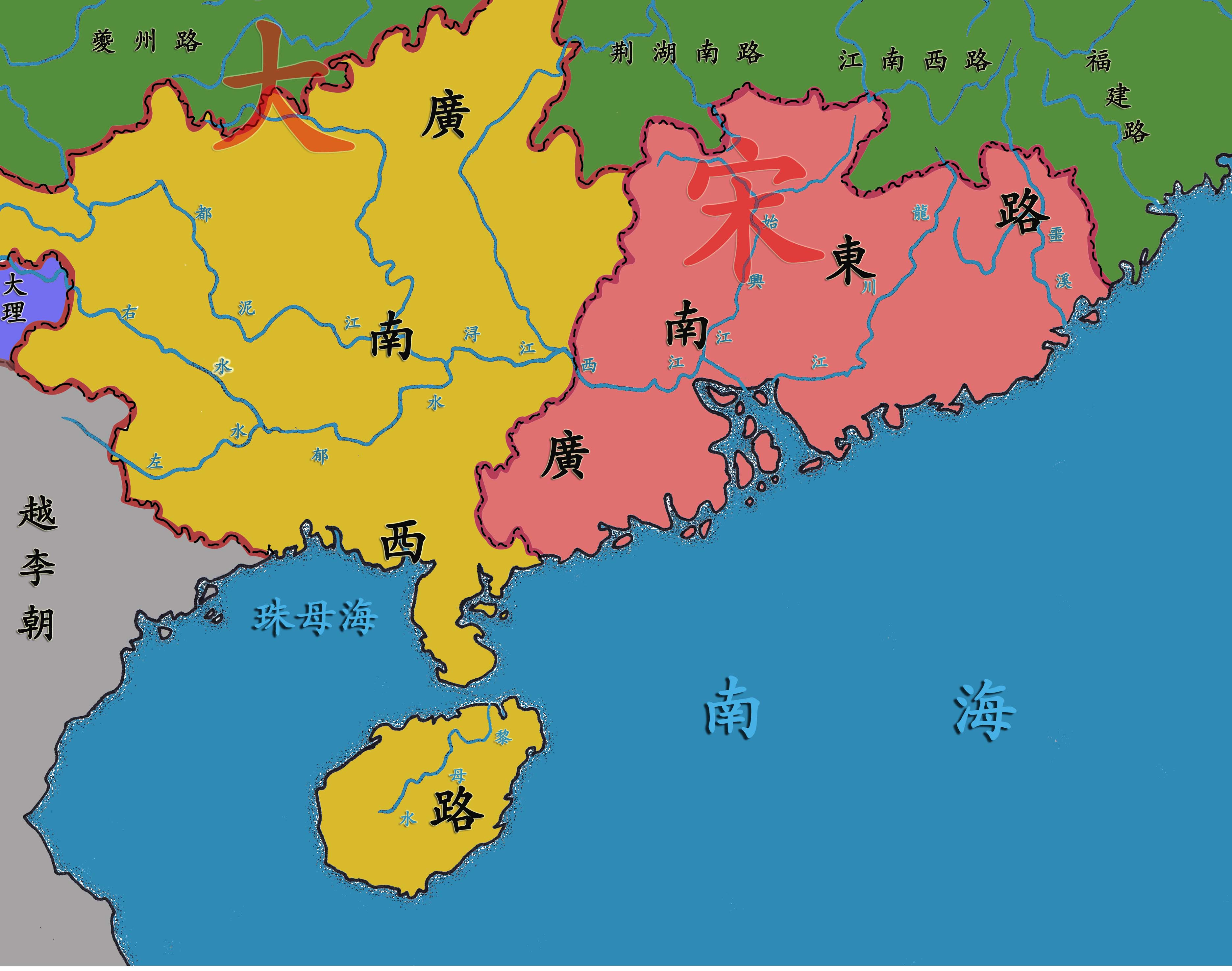
Noms historiques du Guangdong et Guangxi sous la dynastie Song.

Guangdong est une forme abrégée de Guang nan dong lu (chinois simplifié : 广南东路 ; chinois traditionnel : 廣南東路 ; pinyin : Guǎng nán dōng lù ; Wade : Kuang³ nan² tung¹ lu⁴ ; cantonais Yale : Gwong² naam⁴ dung¹ lou⁶) qui signifie « région orientale d'expansion vers le sud ». Ce terme a été créé en 997 par Song Taizong de la Dynastie Song (960 — 1279). La route Guangnan lu, se divisait alors en deux sous les noms Guang nandong lu à l'Est et Gang nanxi lu (chinois simplifié : 广南西路 ; chinois traditionnel : 廣南西路 ; pinyin : Guǎng nán xī lù) à l'Ouest, qui donna alors son nom à l'actuelle province du Guangxi.
Le terme Canton, lui, désigne l'actuelle ville-préfecture qui à la fonction de capitale de la province, appelée Guangzhou en mandarin ; le terme français dérivant du portugais Cantão il peut être source de confusions.

## Histoire

### Les origines
Les historiens chinois font remonter les origines de la naissance de la future province du Guangdong durant la Dynastie des Qin (221-204 av. J.-C.). Le Premier empire chinois, alors cantonné aux régions du Nord du Yangzi Jiang, poursuit alors son extension vers le Sud et fonde la Commanderie Nanhai de Panyu localisé au sud de l'actuelle capitale provinciale. Zhao Tuo, commandant militaire et général chinois, fonde le royaume de Nanyue à la chute de la Dynastie Qin en 204 av. J.-C qui se proclame roi de ce nouvel État. Cet ancien royaume qui a pour capitale Panyu comprend alors à son apogée, en plus du Guangdong, les actuelles provinces du Guangxi ainsi qu'une partie du Tonkin. Il est d'ailleurs considéré par les Vietnamiens qui désignent ce royaume par la dynastie des Triệu comme une part de leur Histoire antique ; il convient également de noter que le terme de Vietnam dérive de la prononciation vietnamienne de Nanyue, Nam Việt.
Dès le début du IIe siècle avant notre ère, les relations diplomatiques entre le royaume de Nanyue et la nouvelle Dynastie Han sont rétablies, Zhao Tuo prêtant allégeance à l'Empereur Gaozu des Han dès 196 av. J.-C., entérinant par ce serment le statut d'État vassal de Nanyue. En 113 av. J.-C., Zhao Xing, l'un des successeurs de Zhao Tuo, souhaite réintégrer le royaume au sein de la Chine en faisant allégeance à la dynastie Han ; il est alors renversé et tué par son premier ministre Lü Jia, qui installe sur le trône Zhao Jiande, frère de Zhao Xing. L'empereur de Chine Han Wudi profite des troubles au Nanyue pour envoyer son armée y « rétablir l'ordre ». En 111 av. J.-C., le Nanyue est battu et son territoire réannexé par la Chine.
Durant la période des Trois Royaumes, le royaume Wu fait du Guangdong sa propre province sous le nom de Guang, en 226.

## Géographie

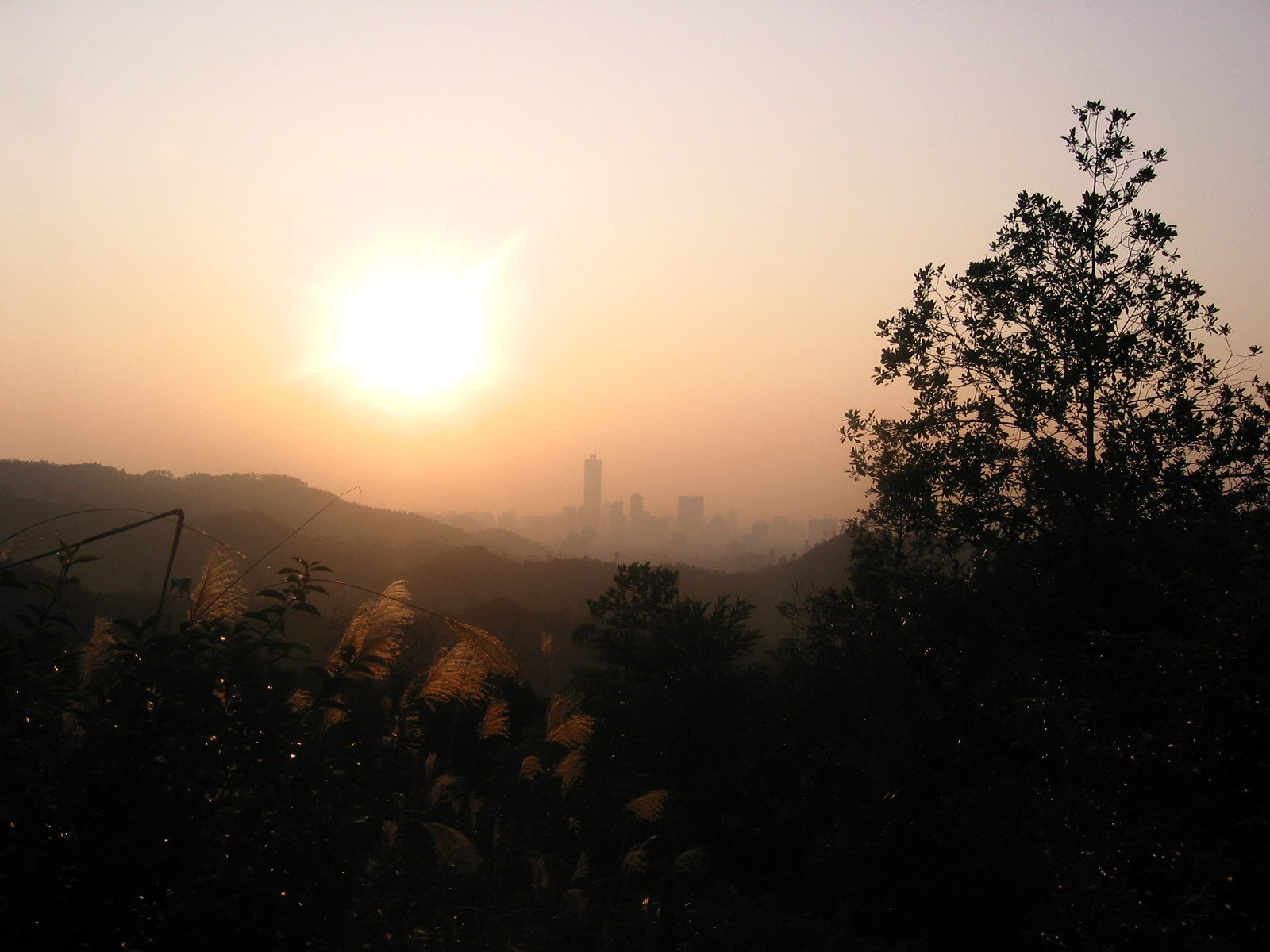
Le Mont Baiyun, surplombant le centre-ville de Canton à la fin de 2001.

Les paysages du Guangdong sont variés. Les collines et les montagnes couvrent plus de la moitié du territoire, mais la population et l'activité économique, comme dans le reste de la Chine dont l'économie est très lié à l'export, se concentrent surtout dans les plaines côtières : le delta de la Rivière des Perles au centre et dans une moindre mesure Chaoshan à l'est et la région de Zhanjiang, à l'ouest.

### Delta de la rivière des Perles

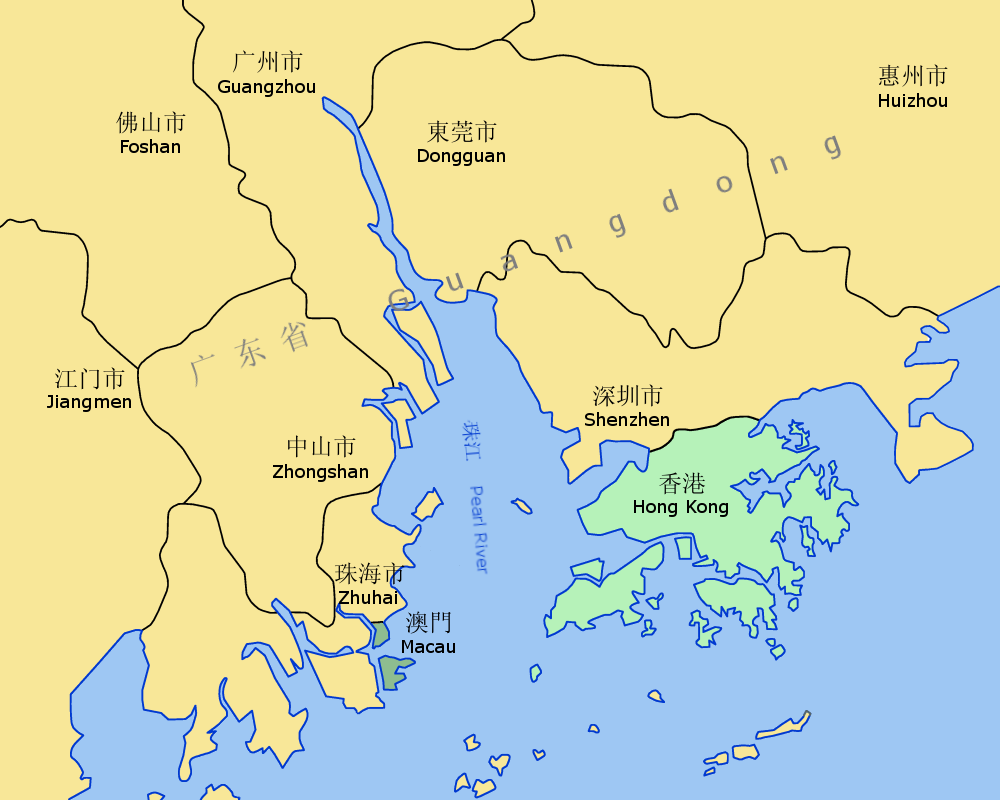
Le delta de la Rivière des perles.

Cette plaine deltaïque très peuplée constitue le centre du Guangdong et abrite Canton, la capitale régionale qui était autrefois le siège de nombreux comptoirs des colons Européens. Elle est parcourue de multiples cours d'eau dont la rivière des Perles, le plus important des fleuves qui donne naissance au delta. Hong Kong, ancienne colonie britannique et centre financier de la région depuis le début XXe siècle, est située dans une zone au relief assez escarpé à l'extrémité Sud-Est du delta, elle entretient des liens économiques particulièrement étroits avec la région. À l'extrémité Sud-Ouest du delta, c'est Macao, ancienne région administrative portugaise, qui joue un rôle similaire.
Le delta connaît depuis des siècles de fortes densités de population. Toutefois, pour des raisons de politique et économique, son poids relatif dans l'économie et la démographie chinoise s'est nettement renforcé au cours des années 1980 et 1990. En effet, sous l'impulsion de Deng Xiaoping, différentes zones économiques spéciales (ZES) furent créées dans le delta, pour répondre à l'hégémonie économique de ces territoires. Shenzhen à la frontière avec Hong Kong et Zhuhai à la frontière avec Macao. Ces deux villes sont devenues en deux décennies deux des principales métropoles chinoises.
Sur le plan économique, la région de la Grande Baie de Guangdong-Hong Kong-Macao est plus étendue que le delta correspondant à la géographie physique. Cette région comprend Guangzhou (Canton), Shenzhen, Zhuhai, Foshan, Dongguan, Zhongshan, Jiangmen, Huizhou et Zhaoqing, ainsi que Hong Kong et Macao. Elle correspond à l'aire dans laquelle les investissements hongkongais, taïwanais (avec notamment Foxconn, qui y assemble la majorité du matériel informatique de la planète), de la Chine continentale, mais aussi étrangers sont les plus importants.

### Chaoshan
L'est du Guangdong est souvent appelé Chaoshan de Chaozhou et Shantou, deux des grandes villes  de la région. Il possède certaines caractéristiques communes avec le delta de la rivière des perles. C'est, comme lui, une région densément peuplée et traversée de nombreux cours d'eau. Toutefois, il présente certaines particularités culturelles qui le distinguent nettement du reste de la province. Par exemple, la langue dominante n'y est pas le cantonais mais le teochew, une variante du minnan parlé dans la province adjacente du Fujian. Bien que Shantou ait été l'une des premières zones économiques spéciales chinoises, la région n'a pas connu de développement économique aussi spectaculaire que le delta de la rivière des perles.

### Sud-ouest
La troisième zone de forte densité est le sud-ouest de la province, qui comprend les villes de Maoming et Zhanjiang ainsi que la péninsule de Leizhou, rattachée administrativement à Zhanjiang.

## Administration

### Politique
« Réservé à un membre du Bureau politique du Parti communiste chinois, le poste de Secrétaire du Parti du Guangdong est généralement un tremplin pour les personnalités appelées à jouer un rôle national, comme sont encore venus le rappeler les exemples de Hu Chunhua (Secrétaire du parti du Guangdong de 2012 à 2017 et vice-Premier ministre depuis mars 2018) et Wang Yang (Secrétaire du Parti au Guangdong entre 2007 et 2012 et membre du Comité Permanent du Parti Communiste chinois depuis 2017 et le 19ème Congrès) ». Depuis octobre 2017, la province est dirigée par M. Li Xi, réputé proche de Xi Jinping. Le gouverneur (deuxième personnalité la plus importante) est M. Ma Xingrui, ancien scientifique spécialisé dans l'aérospatial.
En dépit des exhortations des gouvernements central et provincial (à l’origine d’un projet d’intégration régionale connu successivement sous les noms de « Pearl River Delta » puis « Greater Bay Area »), la coordination des priorités industrielles des villes du Delta reste un exercice largement théorique : Shenzhen et Canton, en particulier, sont en compétition quasi ouverte. Depuis 2009, en revanche, les deux villes de Canton et Foshan progressent dans leurs projets de « co-urbanisation » qui, aujourd’hui, se concrétise notamment par l’existence d’une ligne de métro reliant les deux villes ; un projet de ville universitaire satellite à Foshan est également en cours de développement. Notons aussi qu’un système de pairage (對口幫扶) entre les villes développées du delta de la Rivière des perles et huit préfectures moins avancées de la périphérie provinciale a été mis en place en novembre 2013 : Canton est ainsi « jumelée » avec Meizhou et Qingyuan, Shenzhen avec Heyuan et Shanwei etc. Les coopérations entre ces villes se concrétisent principalement par la construction de parcs industriels conjoints (au nombre de huit) et des infrastructures de transport ; des échanges de personnel administratif (santé, éducation etc.) sont également organisés.

### Subdivisions administratives
Le système d'administration territoriale est pour l'essentiel le même que dans le reste de la Chine. Au niveau immédiatement inférieur à la province, la ville-préfecture est l'unité par défaut. Le Guangdong en compte dix-neuf. Le statut de ville sous-provinciale, qui confère une plus grande autonomie que celui de ville-préfecture, est réservé aux centres urbains les plus importants, en l'occurrence Canton et Shenzhen.
| Subdivisions administratives du Guangdong | Subdivisions administratives du Guangdong | Subdivisions administratives du Guangdong | Subdivisions administratives du Guangdong | Subdivisions administratives du Guangdong | Subdivisions administratives du Guangdong | Subdivisions administratives du Guangdong | Subdivisions administratives du Guangdong | Subdivisions administratives du Guangdong | Subdivisions administratives du Guangdong | Subdivisions administratives du Guangdong | Subdivisions administratives du Guangdong |
| ----------------------------------------- | ----------------------------------------- | ----------------------------------------- | ----------------------------------------- | ----------------------------------------- | ----------------------------------------- | ----------------------------------------- | ----------------------------------------- | ----------------------------------------- | ----------------------------------------- | ----------------------------------------- | ----------------------------------------- |
| District Xian                             |                                           |                                           |                                           |                                           |                                           |                                           |                                           |                                           |                                           |                                           |                                           |
| No.                                       | Code subdivision                          | Préfecture                                | chinois Hanyu Pinyin                      | Population 2010                           | Superficie en km2                         | Densité                                   | Siège                                     | Subdivisions                              | Subdivisions                              | Subdivisions                              | Subdivisions                              |
| No.                                       | Code subdivision                          | Préfecture                                | chinois Hanyu Pinyin                      | Population 2010                           | Superficie en km2                         | Densité                                   | Siège                                     | Districts                                 | Xians                                     | Xians autonomes                           | villes-district                           |
| — Villes sous-provinciales —              |                                           |                                           |                                           |                                           |                                           |                                           |                                           |                                           |                                           |                                           |                                           |
| 9                                         | 440100                                    | Guangzhou (Canton)                        | 广州市 (Guǎngzhōu Shì)                    | 12 700 800                                | 7 434                                     |                                           | District de Yuexiu                        | 11                                        |                                           |                                           |                                           |
| 21                                        | 440300                                    | Shenzhen                                  | 深圳市 (Shēnzhèn Shì)                     | 10 357 938                                | 1 997                                     |                                           | District de Futian                        | 9                                         |                                           |                                           |                                           |
| — Villes-préfectures —                    |                                           |                                           |                                           |                                           |                                           |                                           |                                           |                                           |                                           |                                           |                                           |
| 1                                         | 441800                                    | Qingyuan                                  | 清远市 (Qīngyuǎn Shì)                     | 3 698 394                                 | 19 153                                    |                                           | District de Qingcheng                     | 2                                         | 2                                         | 2                                         | 2                                         |
| 2                                         | 440200                                    | Shaoguan                                  | 韶关市 (Sháoguān Shì)                     | 2 826 612                                 | 18 413                                    |                                           | District de Zhenjiang                     | 3                                         | 4                                         | 1                                         | 2                                         |
| 3                                         | 441600                                    | Heyuan                                    | 河源市 (Héyuán Shì)                       | 2 953 019                                 | 15 654                                    |                                           | District de Yuancheng                     | 1                                         | 5                                         |                                           |                                           |
| 4                                         | 441400                                    | Meizhou                                   | 梅州市 (Méizhōu Shì)                      | 4 240 139                                 | 15 865                                    |                                           | District de Meijiang                      | 2                                         | 5                                         |                                           | 1                                         |
| 5                                         | 445100                                    | Chaozhou                                  | 潮州市 (Cháozhōu Shì)                     | 2 669 844                                 | 3 146                                     |                                           | District de Xiangqiao                     | 2                                         | 1                                         |                                           |                                           |
| 6                                         | 441200                                    | Zhaoqing                                  | 肇庆市 (Zhàoqìng Shì)                     | 3 918 085                                 | 14 891                                    |                                           | District de Duanzhou                      | 3                                         | 4                                         |                                           | 1                                         |
| 7                                         | 445300                                    | Yunfu                                     | 云浮市 (Yúnfú Shì)                        | 2 360 128                                 | 7 779                                     |                                           | District de Yuncheng                      | 2                                         | 2                                         |                                           | 1                                         |
| 8                                         | 440600                                    | Foshan                                    | 佛山市 (Fóshān Shì)                       | 7 194 311                                 | 3 848                                     |                                           | District de Chancheng                     | 2                                         |                                           |                                           |                                           |
| 10                                        | 441900                                    | Dongguan                                  | 东莞市 (Dōngguǎn Shì)                     | 8 220 237                                 | 2 465                                     |                                           | Sous-district de Nancheng                 |                                           |                                           |                                           |                                           |
| 11                                        | 441300                                    | Huizhou                                   | 惠州市 (Hùizhōu Shì)                      | 4 597 002                                 | 11 343                                    |                                           | District de Huicheng                      | 2                                         | 3                                         |                                           |                                           |
| 12                                        | 441500                                    | Shanwei                                   | 汕尾市 (Shànwěi Shì)                      | 2 935 717                                 | 4 862                                     |                                           | District urbain de Shanwei                | 1                                         | 2                                         |                                           | 1                                         |
| 13                                        | 445200                                    | Jieyang                                   | 揭阳市 (Jiēyáng Shì)                      | 5 877 025                                 | 5 265                                     |                                           | District de Rongcheng                     | 2                                         | 2                                         |                                           | 1                                         |
| 14                                        | 440500                                    | Shantou                                   | 汕头市 (Shàntóu Shì)                      | 5 391 028                                 | 2 248                                     |                                           | District de Jinping                       | 5                                         | 1                                         |                                           |                                           |
| 15                                        | 440800                                    | Zhanjiang                                 | 湛江市 (Zhànjiāng Shì)                    | 6 993 304                                 | 13 225                                    |                                           | District de Chikan                        | 4                                         | 2                                         |                                           | 3                                         |
| 16                                        | 440900                                    | Maoming                                   | 茂名市 (Màomíng Shì)                      | 5 817 753                                 | 11 425                                    |                                           | District de Maonan                        | 2                                         |                                           |                                           | 3                                         |
| 17                                        | 441700                                    | Yangjiang                                 | 阳江市 (Yángjiāng Shì)                    | 2 421 812                                 | 7 955                                     |                                           | District de Jiangcheng                    | 2                                         | 1                                         |                                           | 1                                         |
| 18                                        | 440700                                    | Jiangmen                                  | 江门市 (Jiāngmén Shì)                     | 4 448 871                                 | 9 505                                     |                                           | District de Pengjiang                     | 3                                         |                                           |                                           | 4                                         |
| 19                                        | 442000                                    | Zhongshan                                 | 中山市 (Zhōngshān Shì)                    | 3 120 884                                 | 1 784                                     |                                           | Sous-district de Dongqu                   |                                           |                                           |                                           |                                           |
| 20                                        | 440400                                    | Zhuhai                                    | 珠海市 (Zhūhǎi Shì)                       | 1 560 229                                 | 1 724                                     |                                           | District de Xiangzhou                     | 3                                         |                                           |                                           |                                           |

## Principales villes
| Agglomération      | Désignation en chinois | Population de l'agglomération millions (2017) | Rang (Chine) | Superficie | Densité | Commentaire                               |
| ------------------ | ---------------------- | --------------------------------------------- | ------------ | ---------- | ------- | ----------------------------------------- |
| Guangzhou - Foshan |                        | 20,13                                         | 2            | 3885km²    | 5200    |                                           |
| Shenzhen           |                        | 13,195                                        | 4            | 1478 km²   | 7500    |                                           |
| Dongguan           |                        | 8,41                                          | 8            | 1748 km²   | 4800    |                                           |
| Zhongshan          |                        | 3,005                                         | 36           | 751 km²    | 4000    |                                           |
| Puning             |                        | 1,78                                          | 60           | 368 km²    | 4800    | Rattaché à la ville-préfecture de Suzhou  |
| Zhuhai             |                        | 1,645                                         | 69           | 207 km²    | 7900    |                                           |
| Huizhou            |                        | 1,635                                         | 69           | 207 km²    | 7900    |                                           |
| Chaozhou           |                        | 1,595                                         | 72           | 176 km²    | 9100    |                                           |
| Jiangmen           |                        | 1,445                                         | 78           | 401 km²    | 3600    |                                           |
| Jieyang            |                        | 1,18                                          |              | 194 km²    | 5900    |                                           |
| Zhanjiang          |                        | 1,14                                          |              | 67 km²     | 3400    |                                           |
| Yangjiang          |                        | 0,745                                         |              | 181 km²    | 4100    |                                           |
| Maoming            |                        | 0,665                                         |              | 85 km²     | 7800    |                                           |
| Qingyuan           |                        | 0,66                                          |              | 168 km²    | 3900    |                                           |
| Zhaoqing           |                        | 0,63                                          |              | 65 km²     | 9700    |                                           |
| Shaoguan           |                        | 0,59                                          |              | 186 km²    | 3200    |                                           |
| Lufeng             |                        | 0,58                                          |              | 39 km²     | 14900   | Rattaché à la ville-préfecture de Shanwei |
| Heyuan             |                        | 0,505                                         |              | 259 km²    | 1900    |                                           |

## Économie[6]

### Chiffres
La province du Guangdong est la province la plus riche de Chine. Elle contribue à environ 11% de la richesse nationale. Le Guangdong possède trois des zones économiques spéciales de la république populaire de Chine, c'est-à-dire Shenzhen, Shantou et Zhuhai.
L'activité économique est principalement secondaire et tertiaire.
La province de Canton absorbe plus de la moitié des investissements étrangers en Chine. Les salaires sont supérieurs de deux à trois fois à la moyenne nationale chinoise.
En 2005, le PIB total a été de 479,2 milliards de yuans, et le PIB par habitant de 57 491 yuans.
En 2013, le PIB a atteint 1000 milliards de dollars, soit un doublement en 8 ans et un montant supérieur à celui de la Turquie.
La région possède aussi la 2e place boursière de Chine, la Bourse de Shenzhen, avec une capitalisation de plus de 514 milliards de dollars. Le Guangdong a réussi à gérer sa mutation de centre industriel et commercial de la Chine vers une économie plus orientée vers les secteurs à haute valeur ajoutée et les services, du fait de l'augmentation des coûts et du niveau de vie.

### Secteurs d'activité
La province compte plusieurs entreprises figurant dans le top 100 chinois : Ping An Insurance (Shenzhen) ; China Merchants Group (banque, immobilier ; Shenzhen) ; Vanke (immobilier, Shenzhen) ; Midea (électroménager, Foshan) ; Evergrande Real Estate Group (immobilier, Canton) ; Country Garden (immobilier, Foshan) ; China Southern Airlines (transport aérien, Canton) ; TCL Corporation (télécommunications, Huizhou) ; ZTE (télécommunications, Shenzhen) ; Tencent Holdings (internet et jeux vidéo, Shenzhen) ; Gree (électroménager ; Zhuhai) ; Ping’An Bank (Shenzhen) ; BYD (véhicules et batteries électriques, Shenzhen) ; Great Wall Computer (informatique, Shenzhen). Ainsi que VIP.com (plateforme d’e-commerce spécialisée dans les ventes spéciales; Canton), et aussi Huawei numéro 2 mondial des télécommunications.

#### Industrie
L’industrie lourde domine notamment dans les secteurs suivants : équipements de télécommunication et ordinateurs, équipements et machines électriques, automobile et chimie.

#### Tourisme
Canton, la capitale de la province du Guangdong, est le siège du complexe de loisirs Guangzhou Chimelong Tourist Resort. Ce dernier est l'un des plus importants au monde. Composé de plusieurs parcs de loisirs, les visiteurs peuvent y séjourner dans différents hôtels.

#### Extraction minière
Le Guangdong est l'une des quatre provinces chinoises à exploiter des gisements de terres rares en proche sous-sol et qui ensemble totalisent 95 % de la production mondiale.

## Transports

### Aéroports
- Aéroport international de Guangzhou-Baiyun
- Aéroport international de Shenzhen-Bao'an
- Aéroport de Zhuhai-Jinwan

### Gares
Canton : Gare de Canton | Gare de Canton-Sud | Gare de Canton-Est | Gare de Canton-Nord

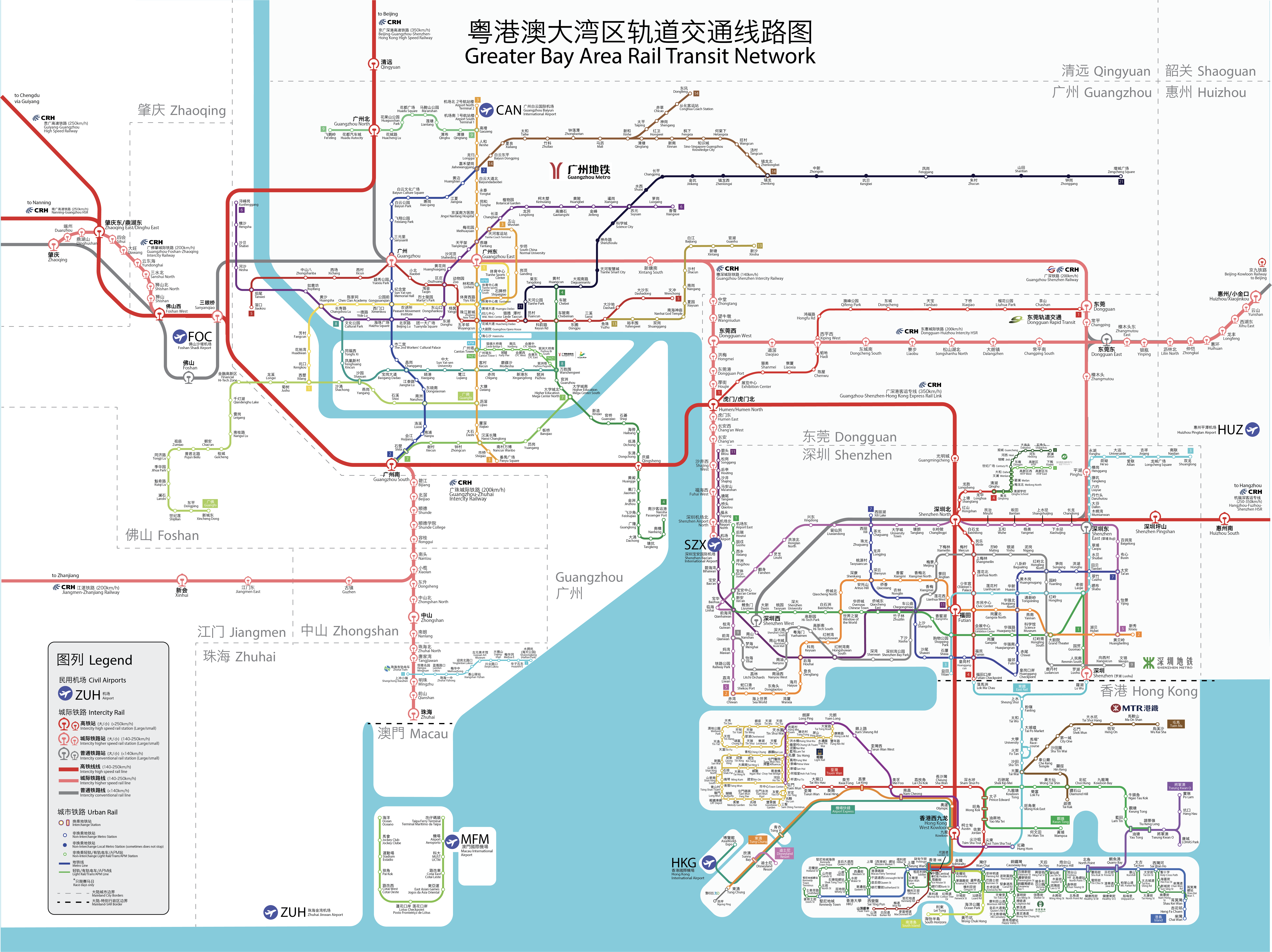
Infrastructure ferroviaire de la région de la grande baie en juin 2020.

Shenzhen : Gare de Shenzhen | Gare de Shenzhen-Nord | Gare de Futian | Gare de Shenzhen-Est
Zhuhai : Gare de Zhuhai

### Réseaux de métros
Le Guangdong possède de nombreux réseaux de métro qui sont prévus d'être interconnectés :
- Métro de Foshan
- Métro de Guangzhou
- Métro de Shenzhen
- Métro de Zhongshan

## Population
Peuplée de 126 millions d'habitants d'après un recensement effectué en 2020, contre 104 millions d'habitants d'après le recensement effectué de 2010. C'est la province chinoise ayant le plus fort taux d'accroissement de la population, essentiellement dû à une forte immigration intérieure.
Comme les autres provinces côtières, la province du Guangdong est plus densément peuplée que la moyenne chinoise et sa densité dépasse 600h/km2.
L'extraordinaire dynamisme économique de la province encourage depuis 30 ans (1985) une immigration massive en provenance des provinces intérieures chinoises, pour alimenter sa croissance industrielle.
Fin 2006, il y avait 80,5 millions d'habitants enregistrés, mais ce chiffre est en dessous de la population effective, beaucoup d'immigrants n'ayant pas de permis de résidence. On estime la population réelle à 112 millions d'habitants, soit une croissance moyenne de 2,5Mh/an depuis 30 ans, ce qui fait du Guangdong la province la plus peuplée de Chine, à l'exception du Si-Chuan, en intégrant la municipalité spéciale et capitale : Chongqing.

### Ethnicité
La majorité de la population est d'ethnie han, les minorités étant principalement hmongs, zhuang, li et yao.
La diaspora chinoise originaire de cette province dans les pays occidentaux dépasse les 20 millions d'habitants. Ils ont été les premiers investisseurs et l'un des puissants leviers du développement accéléré de la province.

### Religion
Selon une étude de 2012, seulement 7 % de la population se réclamait d'une religion organisée, à savoir 6,2 % de bouddhistes, 0,8 % de protestants et 0,2 % de catholiques. 93 % de la population est soit irréligieuse, soit pratique le culte des ancêtres ou de la nature.

### Santé
La prostitution s'est développée à Shenzhen. Avec un très grand nombre de jeunes filles venues seules de la campagne, Shenzhen est aussi la ville où se retrouve la plus forte concentration de « bao er nai », concubines ou « deuxièmes femmes » chinoises. Les travailleurs en provenance de Hong Kong ont commencé à entretenir des femmes lors de leur passage en Chine continentale, avant que ce phénomène ne s'étende aux Taïwanais, aux Macanais et enfin aux Chinois continentaux eux-mêmes.

## Culture

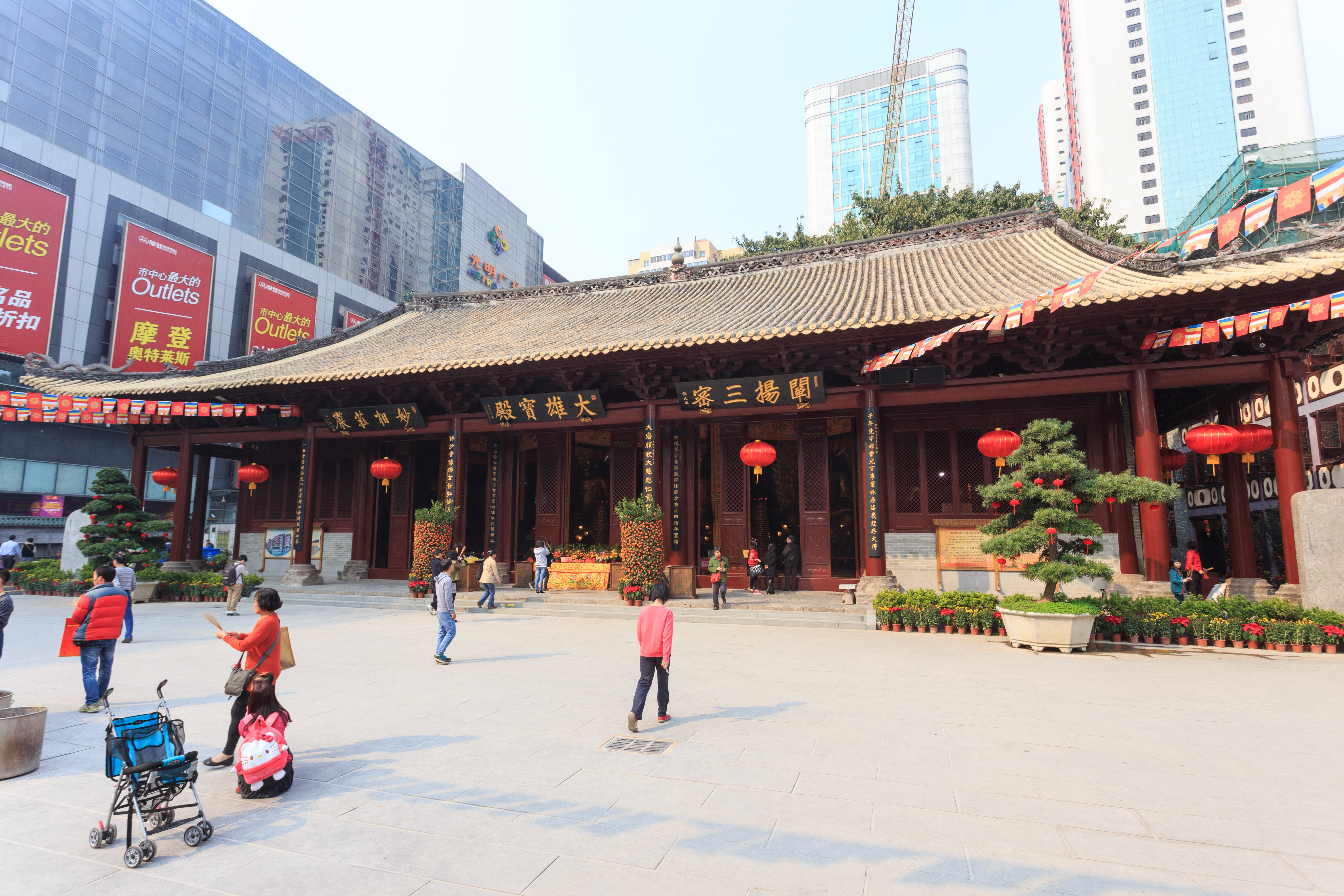
Le temple du Grand-Bouddha de Canton, dans le district de Chiwan.

### Langues
On parle différentes langues dans le Guandong. La plus répandue est le cantonais, traditionnellement parlée dans le centre et l'ouest de la province.
Dans la région de Chaoshan, à l'est, on parle le teochew, une variété de minnan proche des langues du Fujian voisin.
Le hakka est également parlé dans l'est de la province, particulièrement autour de Meizhou. Avec l'arrivée massive d'émigrants venus d'autres provinces, l'usage du mandarin s'est également répandu.
A Shenzhen et à Zhuhai, deux villes nouvelles surtout peuplées de migrants de l'ensemble du pays, le mandarin est la langue la plus parlée, avec tout de même certains apports du cantonais. Dans les zones administratives spéciales de Macao on parle plutôt portugais et cantonais, tandis qu'à Hong Kong on parle plutôt anglais et cantonais, mais sur ces deux territoires, le mandarin se développe rapidement depuis leur rétrocession à la Chine (ancienne colonie portugaise pour la première et ancienne colonie britannique pour la seconde) et la venue de nombreux chinois depuis toute la Chine continentale.

### Arts martiaux
Plusieurs arts martiaux sont originaires de cette région dont le Hung gar (boxe de la famille Hong), le Choy Lee Fut (boxe des Trois Maîtres), le Mojia (boxe de la famille Mo), le Xing Yi Quan (boxe du Cœur), le Liujiaquan (boxe de la famille Liu) ou encore le célèbre Wing chun (boxe du Printemps radieux).

### Cuisine
La cuisine cantonaise est une des plus réputées de Chine. D'une grande diversité, elle est aussi la plus célèbre à l'étranger, les immigrants venant du Guangdong y étant nombreux.

### Tourisme
- (de) Liste officielle des Monuments de la République populaire de Chine, classés par province

## Jumelages
| Ville | Ville                   | Pays | Pays   | Période                   |
| ----- | ----------------------- | ---- | ------ | ------------------------- |
|       | Alberta                 |      | Canada | depuis le 24 avril 2017   |
|       | Colombie-Britannique    |      | Canada | depuis 1995               |
|       | préfecture de Hyōgo     |      | Japon  | depuis le 23 mars 1983    |
|       | préfecture de Tokushima |      | Japon  | depuis le 28 octobre 1996 |
|       | Valparaíso              |      | Chili  |                           |